# Кюстендил
Кюстенди́л (болг. Кюстендил) — город в Болгарии, административный центр Кюстендилской области и общины Кюстендил. Он является транспортным узлом (UN/LOCODE BG KYS) и частью Панъевропейского транспортного коридора VIII.

## Географическое положение
Находится на юго-западе Болгарии в 85 км от Софии, недалеко от границы с Сербией (30 км) и Северной Македонией (23 км).
Город занимает самую южную часть плодородной Кюстендилской котловины. С юга к нему примыкает горный массив Осого́во, высота которого достигает 2251 м (пик Руен). Население — 44,1 тыс. человек (2012).

## История
Кюстендил — один из древнейших городов Болгарии. Плодородные почвы и тёплые минеральные источники привлекли сюда фракийские племена, основавшие здесь в V-IV век до н. э. посёлок. В I веке римляне превратили его в важную крепость, торговый центр и водолечебный курорт, назвав город Ульпия Пауталия. В IV веке на городском холме Хисарлыка была построена крепость, которая была переустроена во времена правления византийского императора Юстиниана I (именем которого её поначалу и называли).
После 553 года имя Пауталия не встречается. В 1019 году в грамоте византийского императора Василия II город упоминается под именем Велбажд (болг. Велбъжд, «верблюд»). Близ Велбажда в 1330 году произошло сражение болгар и сербов, в результате которого болгары были побеждены, а царь Михаил Шишман убит.

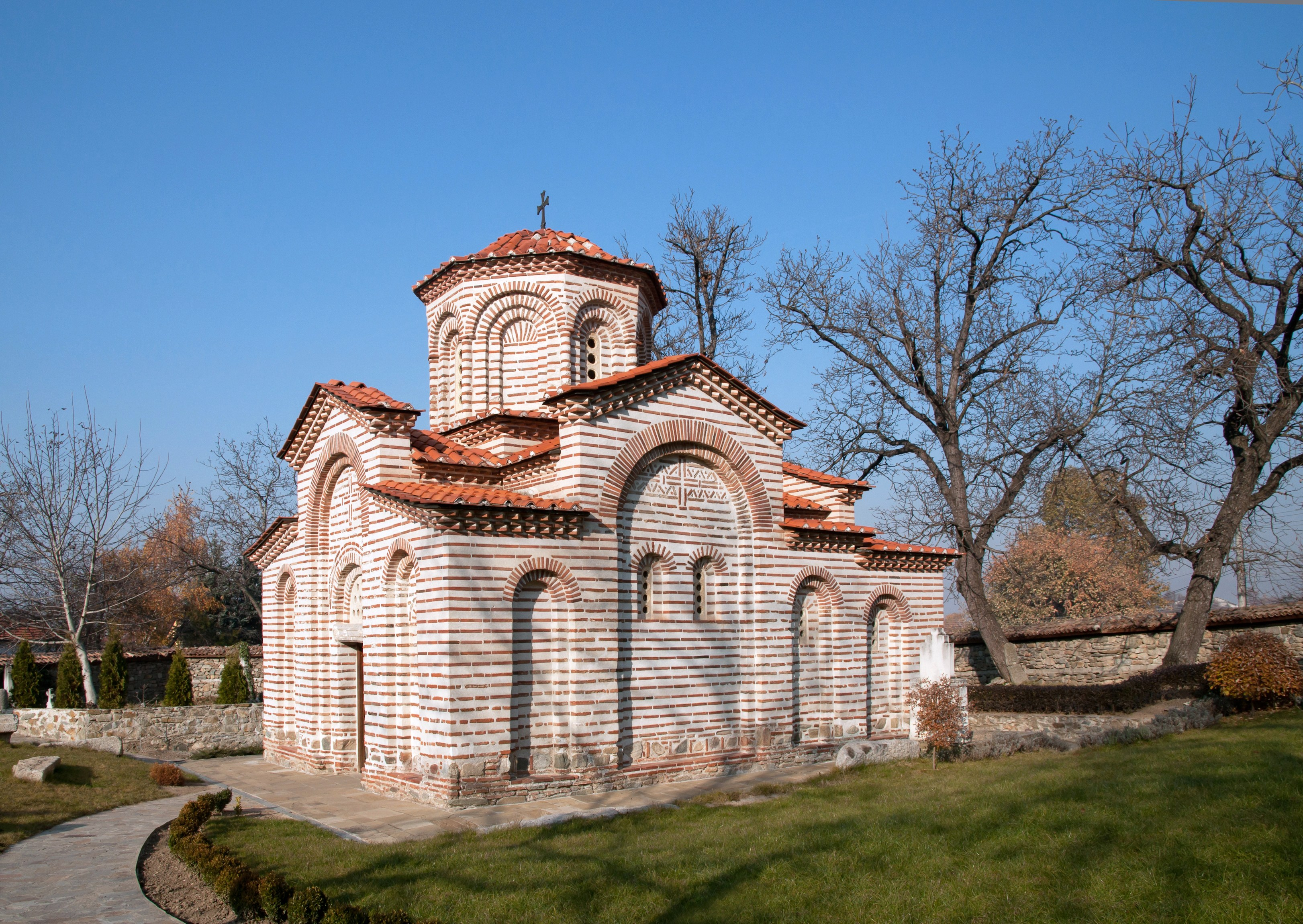
Реконструированная церковь Святого Георгия в Кюстендиле (ок. 1000 г.)

К болгарскому государству город был присоединён во время правления царя Калояна. С 1379 до 1395 года его феодальным владетелем был боярин Константин Драгаш, в честь которого город позже был переименован в Кюстендил, или земля Константина.
Город стал частью османских владений в 1395 году. Массовая колонизация его началась в середине XV века. В конце османского владычества и особенно после Освобождения этнический состав населения изменился благодаря многочисленным переселенцам из земель, всё ещё занятых турками. В эпоху Болгарского национального Возрождения город быстро развивался и разрастался. Первая школа была открыта при церкви в 1821 г., первая библиотека — в 1869 г.
С середины XIX века жители города стали активно участвовать в освободительной борьбе с турками. В горах действовали отряды ополченцев под предводительством Ильо Воеводы и Румены Воеводы (одной из немногих воительниц в болгарской истории). Кюстендил был освобождён русскими войсками 29 января 1878 года. После Освобождения некоторые из ремёсел, связанные с турецким рынком, пришли в упадок. Продолжали развиваться производство табака и бальнеологическое дело.
В 1945 году в Кюстендиле был создан научно-исследовательский институт садоводства.
| Год  | Население |
| ---- | --------- |
| 1985 | 54 196    |
| 1992 | 54 431    |
| 2000 | 50 474    |
| 2005 | 47 602    |
| 2010 | 45 911    |

## Климат
| Показатель                    | Янв. | Фев. | Март | Апр. | Май  | Июнь | Июль | Авг. | Сен. | Окт. | Нояб. | Дек. | Год  |
| ----------------------------- | ---- | ---- | ---- | ---- | ---- | ---- | ---- | ---- | ---- | ---- | ----- | ---- | ---- |
| Средний суточный максимум, °C | 4,9  | 7,5  | 13,4 | 18,3 | 23,6 | 27,1 | 30,1 | 30,7 | 25,1 | 19,6 | 12,5  | 5,4  | 18,2 |
| Средняя температура, °C       | 0,0  | 1,7  | 6,0  | 12,1 | 18,0 | 21,0 | 23,3 | 23,5 | 19,0 | 13,8 | 5,6   | 0,7  | 12,1 |
| Средний суточный минимум, °C  | −3,9 | −3,3 | 1,3  | 5,8  | 10,3 | 12,8 | 14,7 | 14,6 | 10,8 | 6,3  | 1,2   | −2,9 | 5,2  |
| Норма осадков, мм             | 48   | 45   | 42   | 52   | 68   | 65   | 54   | 36   | 38   | 59   | 62    | 55   | 624  |
| Источник: www.strigmeteo.com  |      |      |      |      |      |      |      |      |      |      |       |      |      |

## Достопримечательности
Городской исторический музей ведет своё начало с 1897 года. Каждый из его отделов помещается в разных культурно-исторических памятниках: Археологический отдел — в здании мечети, построенной в 1575 году, отдел «Эпоха Болгарского национального Возрождения и национально-освободительная борьба» — в доме Ильи-воеводы, а этнографический отдел и «Развитие после Освобождения» — в Емфиенджиевом доме, где во время Русско-турецкой войны 1877—1878 находилась штаб-квартира командующего русскими войсками.
Особым интересом пользуется Художественная галерея им. Владимира Димитрова-Майстора. Она помещается в специальном здании, отличавшемся оригинальной архитектурой и внутренним убранством. Ядро экспозиции составляют свыше 200 полотен народного художника Владимира Димитрова-Майстора. В галерее сохраняются и выставляются и произведения выдающихся болгарских художников, родившихся или живших в городе и его окрестностях — Кирила Цонева, Асена Василева, Стояна Венева, Николы Мирчева, Бориса Колева. Перед галереей сооружён внушительный памятник Майстору.
В центре города находится Фатих Мехмед мечеть — единственная сохранившаяся из 17 мечетей в истории города.
«Асклепион Пауталии» — римская водолечебница (термы) и храм бога медицины Асклепия, построенные во II—III вв. Всё здание занимало площадь 3500 м². Обнаружены помещения с отопительной системой, водопровод, элементы архитектурного оформления.  Другие достопримечательности города: Церковь Св. Георгия со следами византийских фресок XI в. (уничтожена турками в XIX веке, восстановлена в 1880; находится в городском квартале Колуша), церкви Пресвятой Богородицы (1816 г.) и Св. Димитра (1866 г.), Пиркова башня (XVI—XVII вв.), стена постоялого двора Девехани (1606 г.), Дом врачей, Прокопиев дом, Старое училище (с 1894 г). Сооружены памятники: погибшим в войнах 1912—1918 гг., Илье-воеводе, П. К. Яворову, Тодору Александрову, Димитру Пешеву, а также русским солдатам, отдавшим жизнь за освобождение города от османского ига.

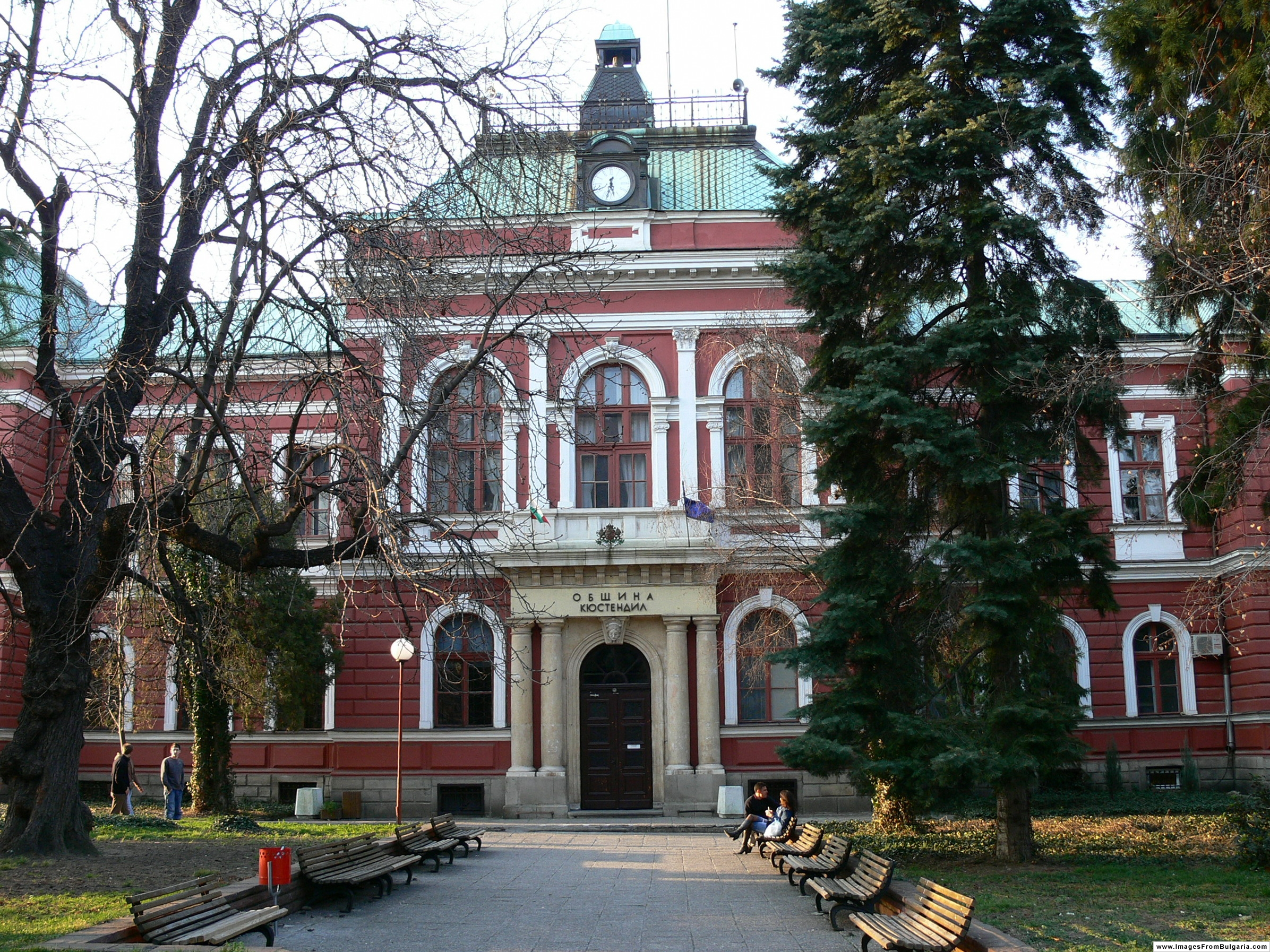
Мэрия, архитектор Фридрих Грюнантер

Одно из ценнейших богатств города — это минеральная вода. Кюстендил является крупнейшим бальнеологическим курортом. На его территории расположено 40 минеральных источников с температурой воды +76 °C. По составу воды слабоминерализованные и содержат фтор, кремний, сульфиды. Лечебные центры специализируются на заболеваниях опорно-двигательного аппарата, нервной системы, органов дыхания и на гинекологических заболеваниях. В Кюстендиле есть несколько минеральных источников, летняя купальня с 3 открытыми бассейнами, санатории, дома отдыха.
К югу от города на разветвлениях гор Осогово, раскинулся парк Хисарлыка. Среди красивого соснового бора, засаженного в конце ХІХ и начале XX вв., находятся остатки древней крепости.
В 13 километрах к юго-востоку от Кюстендила, в нынешнем селе Невестино, находится Кадин (Невестин) мост над рекой Струма. Это одно из самых крупных инженерно-строительных сооружений XV в. Он сооружен из обтесанного гранита в 1469—1470 гг. на старой и важной в прошлом дороге Стамбул — Пловдив — Самоков — Кюстендил — Скопье.
Город и его окрестности известны как фруктовый сад Болгарии — больше всего выращиваются черешни, сливы, яблоки и др.

## Города-побратимы
- Гиватаим, Израиль
- Клинцы, Россия
- Коко-Бич, США
- Лесковац, Сербия

## Персоналии
- Иларион Ловчански (1800—1884) — епископ, первый болгарский экзарх.
- Ильо Воевода (1805—1898) — революционер, участник Русско-Турецкой войны 1877—1878 года.
- Владимир Димитров-Майстора (1882—1960) — выдающийся болгарский художник.
- Владимир Заимов (1888—1942) — болгарский военачальник, генерал, Герой Советского Союза (1972, посмертно).
- Цонев, Кирил (1896—1961) — знаменитый болгарский живописец, искусствовед.
- Евтимов, Васил (1900—1986) — болгарский художник.
- Дюлгеров, Николай (1901—1982) — болгарский и итальянский художник-авангардист.
- Николай Романович Овсяный (1847—1913) — генерал-лейтенант, известный русский военный писатель, участник Русско-турецкой войны (1877—1878). С февраля 1878 по апрель 1879 служил временным губернатором г. Кюстендиля.
- Покровский Виктор Леонидович (1889—1922) — генерал-лейтенант, командующий Кавказской армией, преемник П. Н. Врангеля на этом посту.
- Крум Кюлявков (1893—1955) — болгарский писатель.
- Димитр Пешев (1894—1973) — политический деятель, инициатор кампании по спасению евреев в Болгарии в 1943.
- Бадев, Атанас (1860—1908) — болгарский композитор и музыкальный педагог.
- Асен Василиев (1900—1981) — искусствовед, художник.
- Марин Големинов (1908—2000) — болгарский композитор.
- Любен Тонев (1908—2001) — болгарский архитектор, урбанист.
- Оливер, Хаим (1918—1986) — болгарский писатель, сценарист.
- Иванка Христова (р.1941) — легкоатлетка, олимпийская чемпионка и чемпионка Европы, в 1972 году была удостоена звания почётного жителя Кюстендила
- Ушев, Теодор (1968) — болгарский аниматор, графический дизайнер.
- Тонев, Любен (1908–2001) болгарский архитектор, профессор, член-кореспондент Болгарской академии наук (1947), заслуженный архитектор Болгарии (1969). Почётный гражданин города Кюстендил.

## Галерея

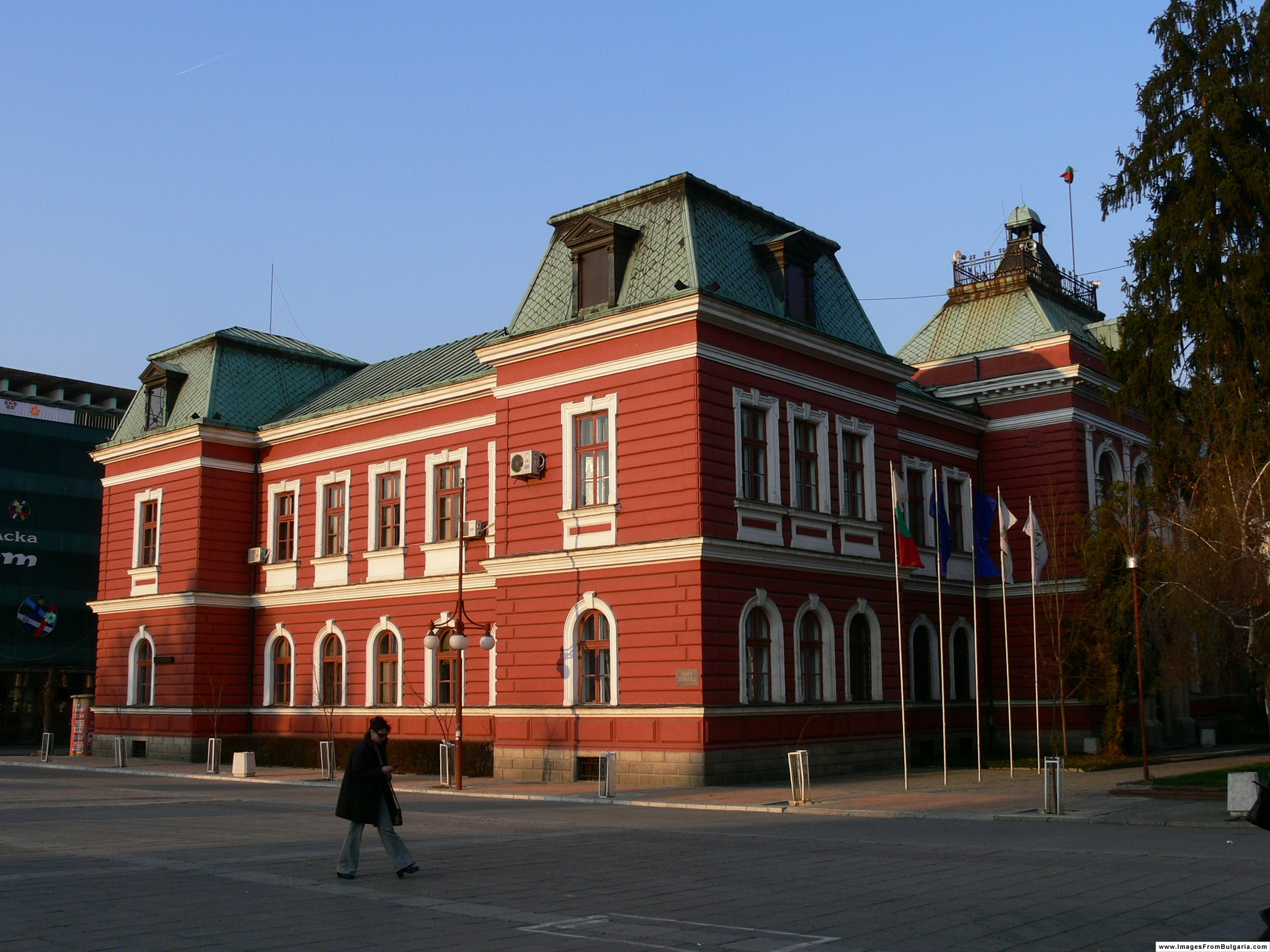
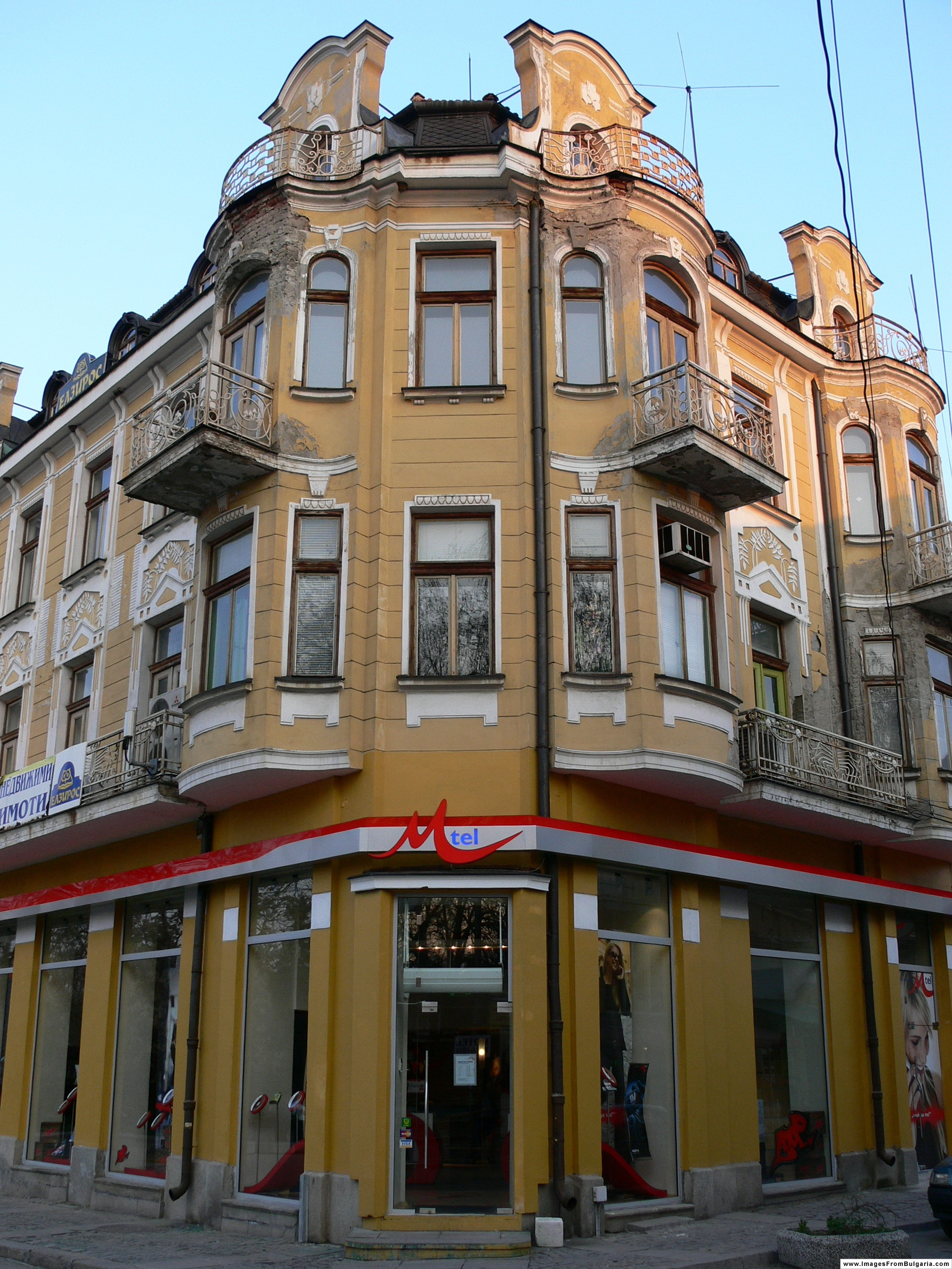
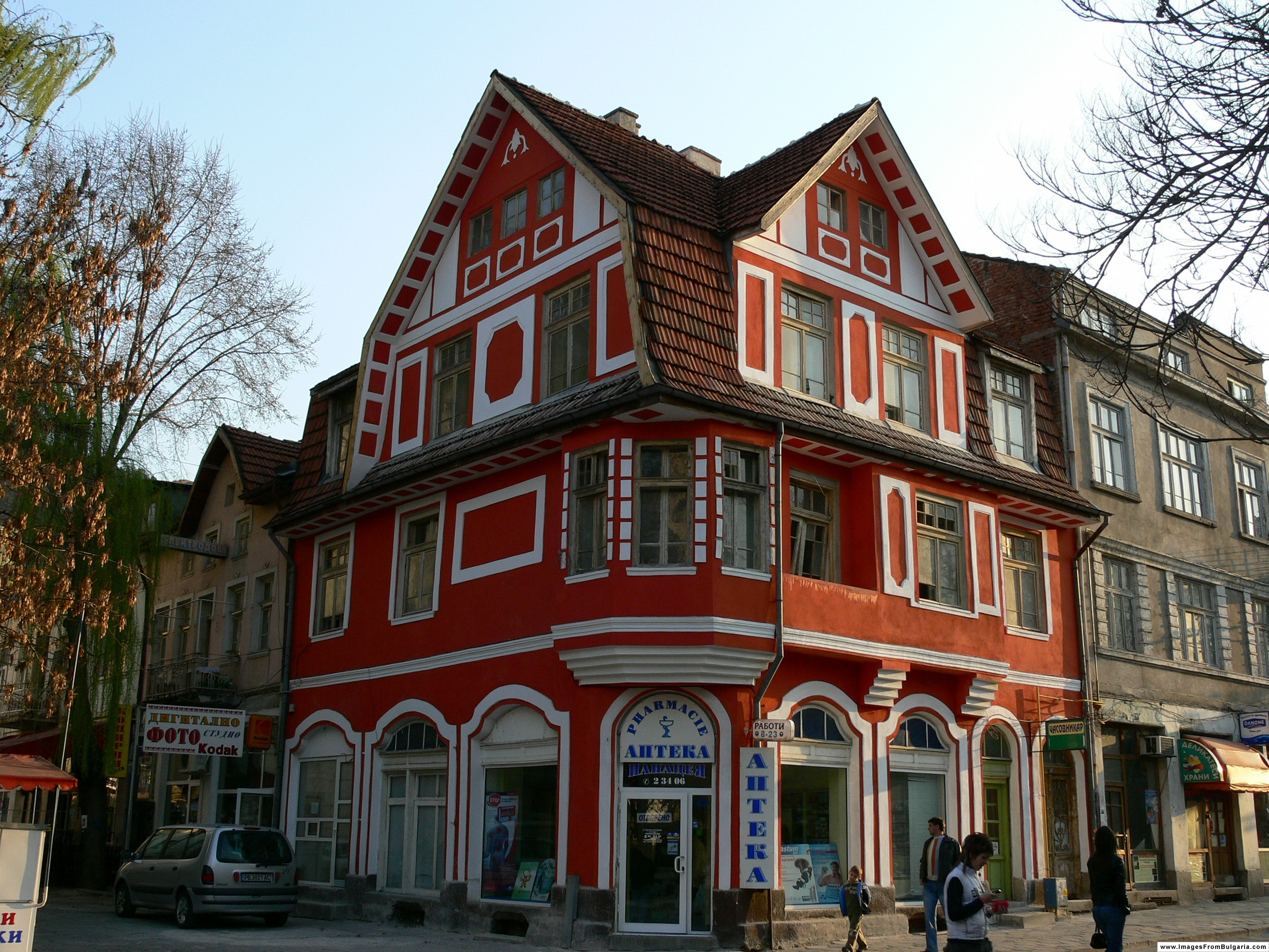
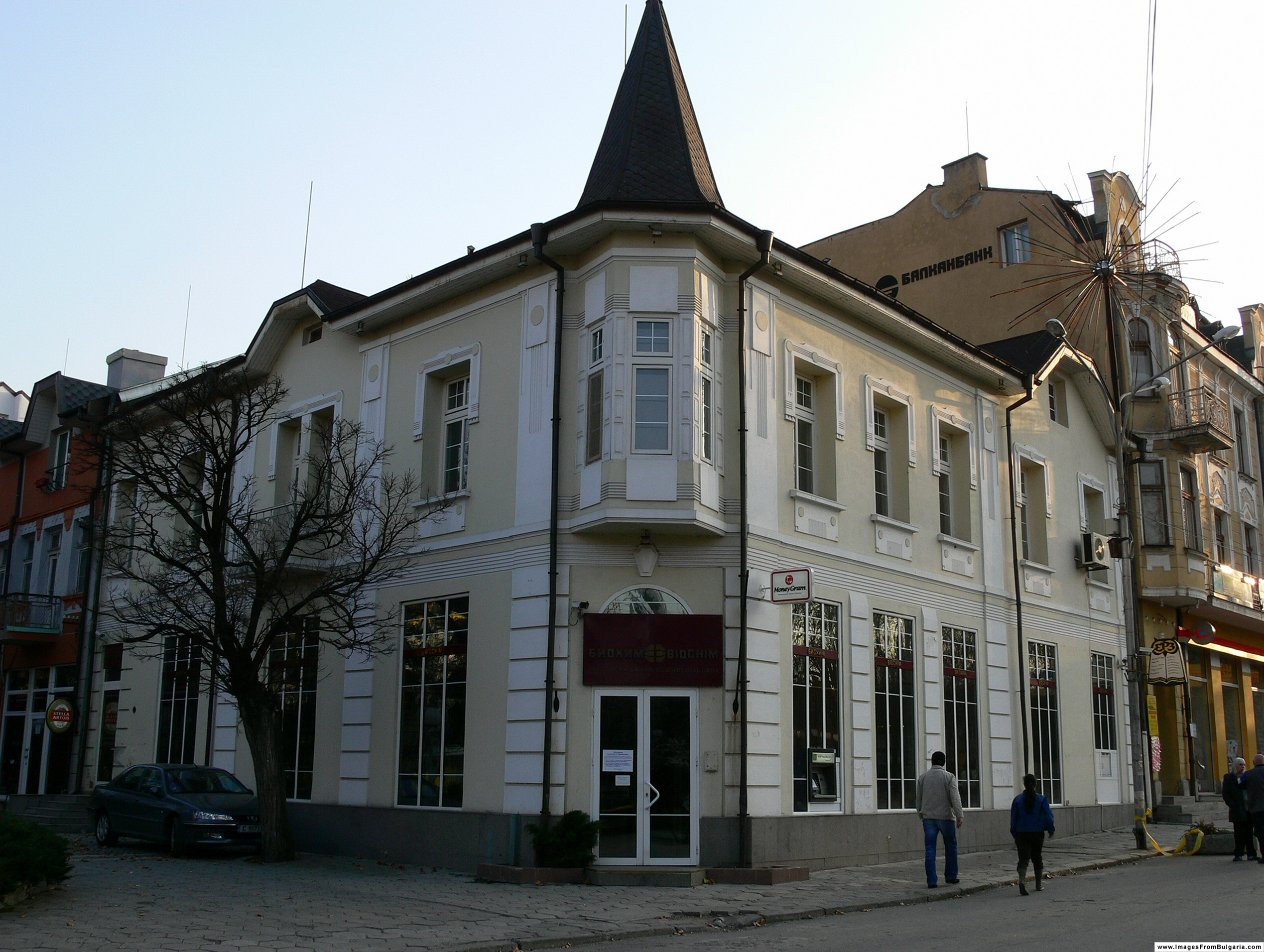
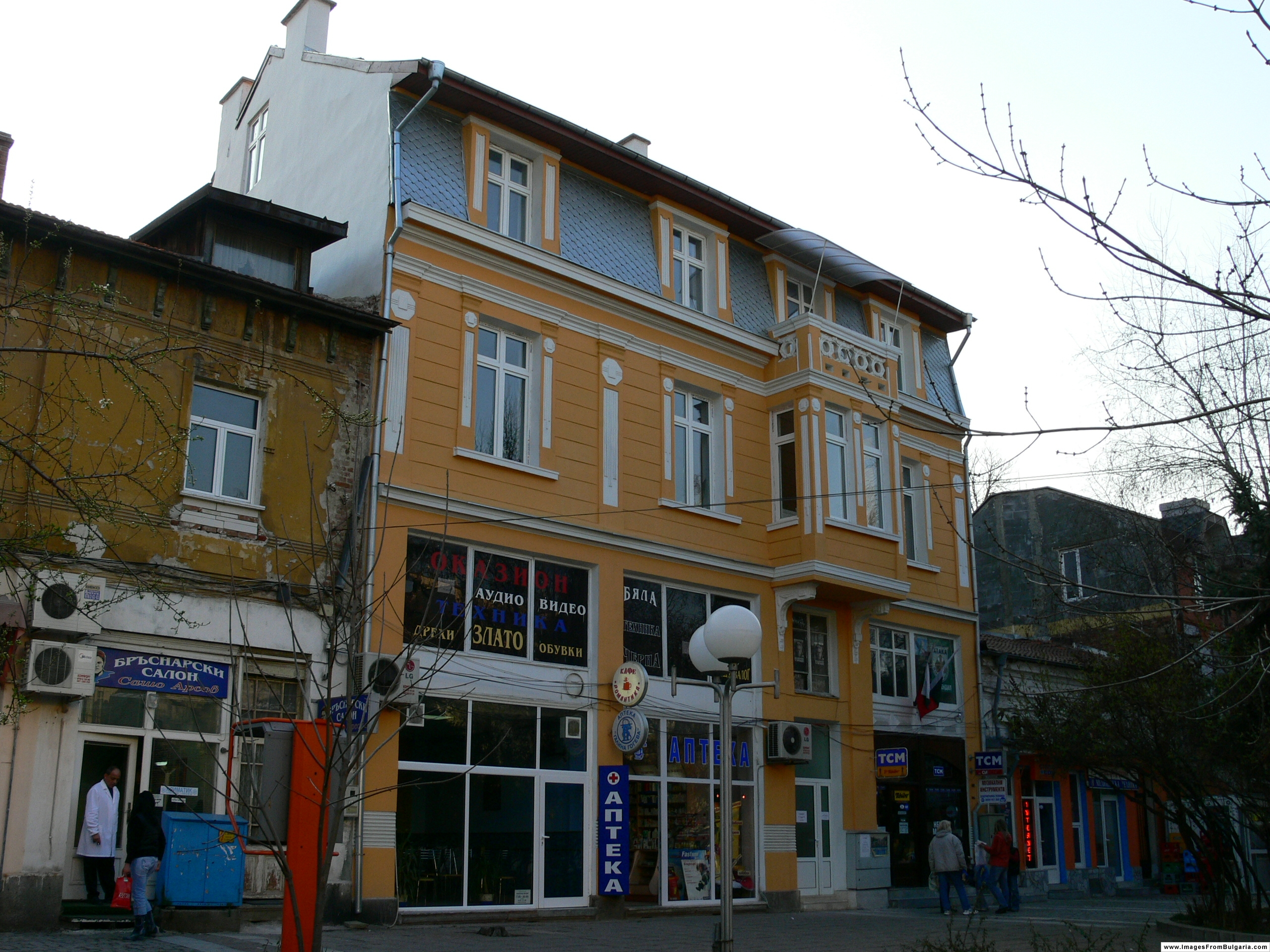
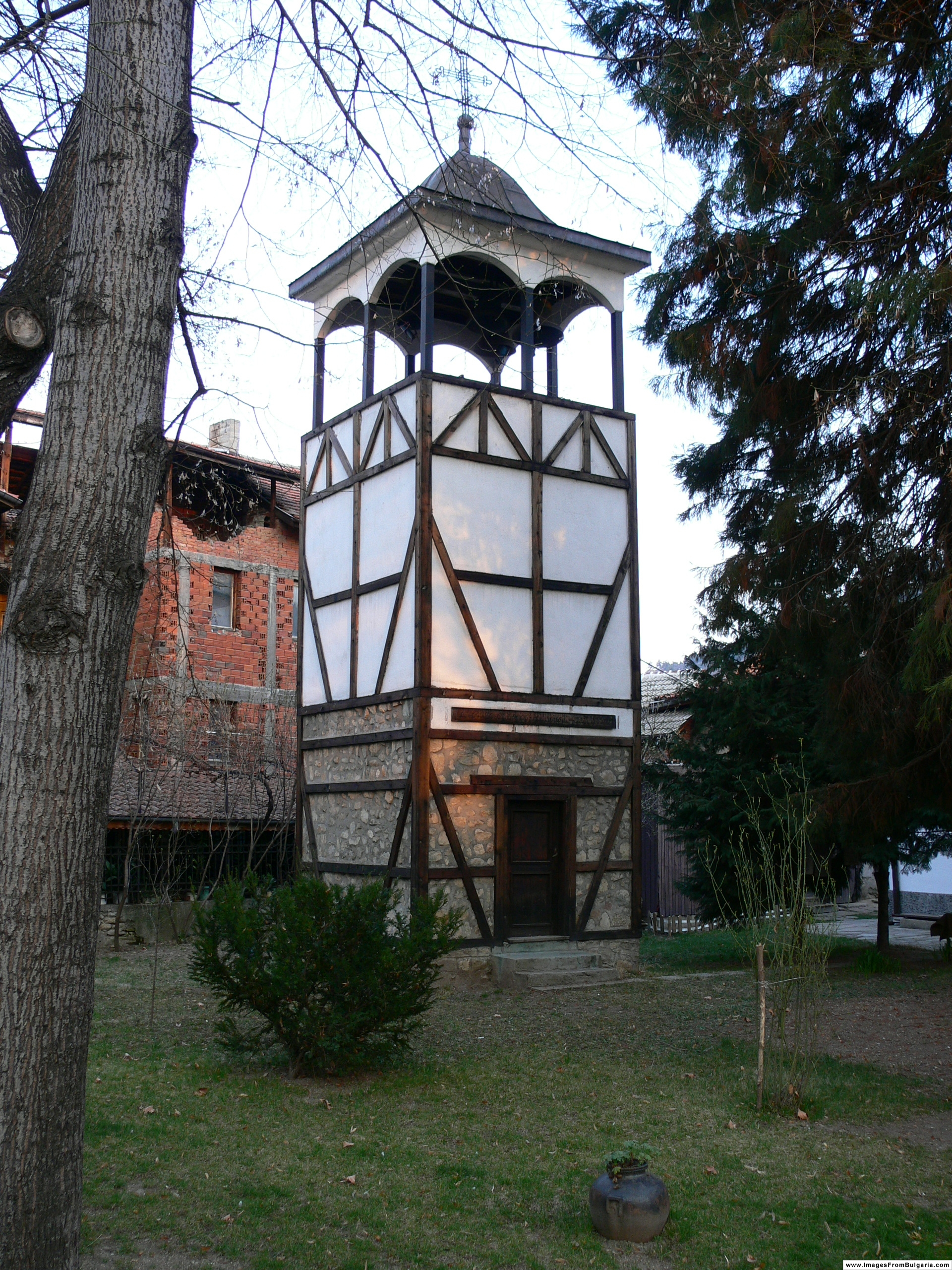